# 北徐州 (北魏)
北徐州，中国北魏時設置的州，在今山東省臨沂市一帶。

## 沿革
北魏永安二年（529年），割徐州琅邪郡、兗州東泰山郡置北徐州，治琅邪郡即丘縣臨沂城（今山東省臨沂市蘭山區）。辖境相当于今山东临沂市區、费县、平邑县、蒙阴县、兰陵县等地。
北齊天保七年（556年），併東泰山郡入琅邪郡。至此，北徐州僅領琅邪一郡。
北周宣政元年（578年），改北徐州為沂州。

## 長官
東魏北徐州刺史（534年－550年）
- 元忻之（534年）[2]
- 暴顯（539年－？）[3]
- 甄密（？－542年）[4]
- 傅敬和[5]

北齊北徐州刺史（550年－577年）
- 李系（追贈）[6]
- 李道貞（追贈）[7]
- 祖珽[8]
- 盧正思[9]